# Comocladia glabra
Comocladia glabra là một loài thực vật có hoa trong họ Đào lộn hột. Loài này được (Schult.) Spreng. mô tả khoa học đầu tiên năm 1824.